# مولنبک (لودویگزلوست)
مولنبک (به آلمانی: Möllenbeck) یک شهر در آلمان است که در لودویگسلوست-پارشیم واقع شده‌است. مولنبک ۲۳۳ نفر جمعیت دارد.